# Kaltbrunner Riet

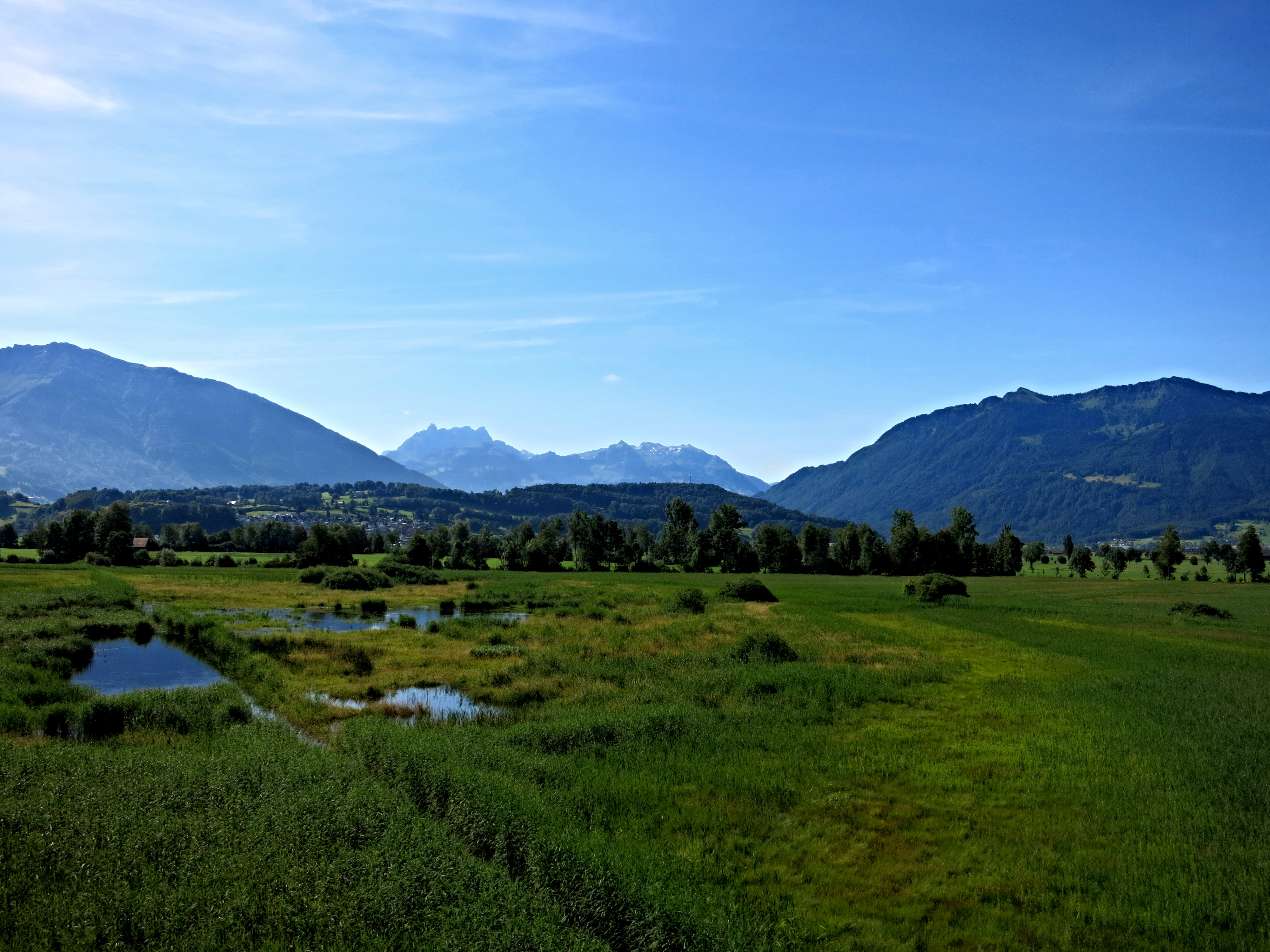
Aussicht vom Beobachtungsturm nach Südosten

Das Kaltbrunner Riet ist ein Naturschutzgebiet im Schweizer Kanton St. Gallen auf dem Gebiet der Gemeinden Benken, Kaltbrunn und Uznach.
Das Gebiet liegt in der Linthebene zwischen Walensee und Zürichsee und ist einer der letzten Reste der in dieser Region ehemals weitläufigen Feuchtgebiete. Es ist als Ramsar-Gebiet international geschützt, daneben ist es auch ein Amphibienlaichgebiet sowie Flachmoor und Zug- und Wasservogelreservat von nationaler Bedeutung. Weite Teile des Gebietes werden extensiv landwirtschaftlich genutzt, besonders als Streuwiesen. Das Kalbrunner Riet hat eine wichtige kulturhistorische Bedeutung als letzte durch diese traditionelle Nutzung charakterisierte Landschaft.
Das Gebiet wird durch Pro Natura verwaltet, welche auch ein Besucherzentrum mit zwei Aussichtstürmen betreibt.

## Geschichte
Bis Anfang des 19. Jahrhunderts waren weite Teile der Linthebene von Feuchtgebieten bedeckt. Durch den Bau des Escher- und Linthkanals Anfang des 19. Jahrhunderts konnten wiederkehrende Hochwasser verhindert werden. Dadurch konnte das Gebiet erstmals landwirtschaftlich genutzt werde, hauptsächlich als Streuwiesen. Bis Mitte des 20. Jahrhunderts wurde die Linthebene im Zuge der Melioration drainiert, um auf den Flächen Ackerbau zu ermöglichen. Auf Initiative des Lehrers Hans Noll wurden 1914 ersten Verträge zum Schutz der Lachmöwen im Kaltburnner Riet zwischen der St. Gallischen Naturwissenschaftlichen Gesellschaft und der Ortsgemeinde Kaltbrunn abgeschlossen. Pro Natura kaufte das Gebiet von 25 Hektaren 1939 zur Erhaltung der natürlichen Landschaft. Heute umfasst die Kernzone des Gebiets rund 50 Hektaren.

## Flora und Fauna
Das Gebiet ist ein Rückzugsort für viele seltene und bedrohte Tier- und Pflanzenarten. Wichtige Leitarten sind der Lungenenzian (Gentiana pneumonanthe) und der kleine Moorbläuling (Phengaris alcon), welche eine stabile Population bilden. Weitere gefährdete Arten sind Laubfrosch (Hyla arborea), Kammmolch (Triturus cristatus), Teichmolch (Lissotriton vulgaris). Bei der kurzflügligen Schwertschrecke (Conocephalus dorsalis) und kleinen Binsenjungfer (Lestes virens) gehört das Kaltbrunner Riet zu den letzten Populationen in der Schweiz.

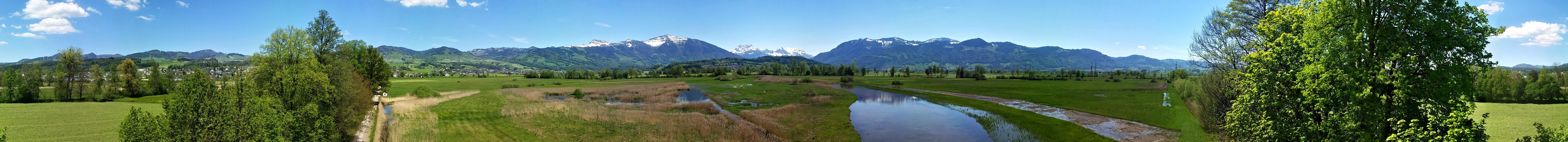
360° Panorama des Gebiets